# Finn Fries
Finn Fries är en svensk bordshockeyspelare som representerar Malmöklubben BHK Möllan Rouge. Landslagsdebuten gjordes redan 1989 under VM i Stockholm.

## Meriter
- VM: Silver 1999, 4:a 2007, 5:a 2001 och 2005
- SM: Guld 2022, silver 1998 och 2007, brons 1987, 1995, 1996, 1999, 2001, 2005 och 2006
- Guld i Öresund Cup 1998, 2005, 2007, 2010, 2011, 2012, 2013, 2017. 2018

## Fotnoter
1. ↑  stiga.trefik.cz.[källa från Wikidata]